# Sailly-Flibeaucourt Churchyard
Sailly-Flibeaucourt Churchyard is een begraafplaats gelegen in de Franse plaats Sailly-Flibeaucourt (Somme). De militaire graven worden onderhouden door de Commonwealth War Graves Commission.
De begraafplaats telt 7 geïdentificeerde Gemenebest graven uit de Tweede Wereldoorlog.